# Mel Tormé
Melvin Howard "Mel" Tormé, född 13 september 1925 i Chicago, Illinois, död 5 juni 1999 i Los Angeles, Kalifornien, var en amerikansk jazzsångare, kompositör och sångtextförfattare.
Tormé föddes i Chicago och hans föräldrar var rysk-judiska immigranter. Han började sjunga offentligt vid fyra års ålder, vid nio års ålder började han spela teater och i tonåren började han spela trummor. Hans tidigaste publicerade sång, Lament of Love, spelades in av Harry James när Mel bara var 15 år.
Tillsammans med Bob Wells publicerades omkring 250 sånger. Deras mest kända sång är troligen The Christmas Song som 1945 sjöngs in av Nat King Cole. Tormé påpekade ofta att denna sång tog mindre än en timme att skriva och att den inte tillhörde hans personliga favoriter.
Under krigsåren (andra världskriget) turnerade han med vokalgruppen Mel-Tones som ofta ackompanjerades av Artie Shaws orkester.

## Äktenskap och barn
- Candy Toxton (1949–1955) (skilsmässa) 2 barn.
- Arlene Miles (1956–1965) (skilsmässa) 1 barn.
- Janette Scott (1966–1977) (skilsmässa) 2 barn.
- Ali Severson (1984–1999) (hans död)